# مجله اخلاق پزشکی
مجله اخلاق پزشکی(به انگلیسی: Journal of Medical Ethics) یک ژورنال علمی داوری همتا شده‌است که در زمینه اخلاق زیستی فعالیت دارد و در سال ۱۹۷۵ تأسیس شده‌است.

## نویسندگان
از سال ۲۰۱۱ تا کنون ژولیان ساولسکو از دانشگاه آکسفورد سردبیر این مجله بوده‌است. از جمله نویسندگان پیشین آن می‌توان به سورن هلم از دانشگاه کاردیف، جان هریس از دانشگاه منچستر (۲۰۰۱ تا ۲۰۱۱)، رانان گیون از کالج سلطنتی لندن (۱۹۸۰ تا ۲۰۰۱) و آلاستایر وی کمبل از دانشگاه ادینبرو (۱۹۷۵ تا ۱۹۸۰، مؤسس مجله) اشاره کرد.